# Liste der Stolpersteine in Rheinberg
Die Liste der Stolpersteine in Rheinberg enthält Stolpersteine, die im Rahmen des gleichnamigen Kunst-Projekts von Gunter Demnig in Rheinberg verlegt wurden. Mit ihnen soll an Opfer des Nationalsozialismus erinnert werden, die in Rheinberg lebten und wirkten.

## Liste der Stolpersteine
| Nr. | Person                    | Adresse         | Inschrift                                                                                                 | Bild | weitere Informationen | Grund |
| --- | ------------------------- | --------------- | --- | ---- | --- | ----- |
| 7   | Adolf Silberberg          | Gelderstr. 22 ⊙ | Hier wohnte Adolf Silberberg Jg. 1893 Deportiert 1942 Izbica Ermordet in Auschwitz                        |      | Adolf Silberberg wurde am 21. Mai 1897 in Essentho bei Büren geboren und war wohnhaft in Essen und Rheinberg. Er wurde vom 17. November 1938 bis 20. Dezember 1938 im KZ Dachau inhaftiert und wurde am 22. April 1942 ab Düsseldorf in das Ghetto Izbica deportiert. |       |
| 8   | Alice Silberberg          | Gelderstr. 22 ⊙ | Hier wohnte Alice Silberberg geb. Herzfeld Jg. nicht bekannt Deportiert 1942 Izbica Ermordet in Auschwitz |      | Alice Silberberg wurde am 10. Juni 1902 in Nürnberg geboren und war wohnhaft in Essen und Rheinberg. Sie wurde am 22. April 1942 ab Düsseldorf in das Ghetto Izbica deportiert.                                                                                       |       |
| 9   | Alfred Silberberg         | Gelderstr. 22 ⊙ | Hier wohnte Alfred Silberberg Jg. 1927 Deportiert 1942 Izbica Ermordet in Auschwitz                       |      | Alfred Silberberg wurde am 26. Juni 1927 in Moers geboren und war wohnhaft in Essen und Rheinberg. Er wurde am 22. April 1942 ab Düsseldorf in das Ghetto Izbica deportiert.                                                                                          |       |
| 10  | Martin Silberberg         | Gelderstr. 22 ⊙ | Hier wohnte Martin Silberberg Jg. 1932 Deportiert 1942 Izbica Ermordet in Auschwitz                       |      | Martin Silberberg wurde am 11. November 1932 in Rheinberg geboren und war wohnhaft in Essen und Rheinberg. Er wurde am 22. April 1942 ab Düsseldorf in das Ghetto Izbica deportiert.                                                                                  |       |
| 1   | Adolf Rothschild          | Gelderstr. 33 ⊙ | Hier wohnte Adolf Rothschild Jg. 1877 Verhaftet 9.11.1938 Gefängnis Rheinberg Tod 14.11.1938              |      | Adolf Rothschild wurde am 28. Januar 1877 in Duisburg geboren. Er wurde am 9. November 1938 verhaftet und in das Gefängnis Rheinberg gebracht wo er am 14. November 1938 den Freitod wählte.                                                                          |       |
| 2   | Rebecca Bertha Rothschild | Gelderstr. 33 ⊙ | Hier wohnte Rebecca Bertha Rothschild geb. Süssmann Jg. 1886 Deportiert 1942 Ermordet in Riga             |      | |       |
| 3   | Frieda Jakubitz           | Gelderstr. 33 ⊙ | Hier wohnte Frieda Jakubitz geb. Rothschild Jg. 1917 Flucht 1941 Jugoslawien ?                            |      | |       |
| 4   | Hildegard Mathias         | Gelderstr. 33 ⊙ | Hier wohnte Hildegard Mathias geb. Rothschild Jg. 1919 Deportiert 1942 ?                                  |      | Hildegard Rothschild wurde am 2. November 1919 in Rheinberg geboren und war wohnhaft in Natzungn, Bielefeld und Rheinberg. 1942 wurde sie in das KZ Auschwitz deportiert und später für tot erklärt.                                                                  |       |
| 5   | Rudolf Rothschild         | Gelderstr. 33 ⊙ | Hier wohnte Rudolf Rothschild Jg. 1922 Deportiert Riga ?                                                  |      | |       |
| 6   | Lane Mathias              | Gelderstr. 33 ⊙ | Hier wohnte Lane Mathias Jg. 1941 Deportiert 1942 ?                                                       |      | |       |